# Chymkent
Chymkent (en kazakh : Шымкент, Şymkent, /ʃɯm.ˈkɛnt/ ; en russe : Шымкент), appelée Tchimkent (Чимкент) avant le 8 septembre 1992, est une ville du sud du Kazakhstan et un foyer industriel important. Sa population est de 1 042 218 en 2020.

## Démographie

### Composition ethnique
La composition ethnique de Chymkent (1er janvier 2011):
| Ethnie      | Habitants | taux     |
| ----------- | --------- | -------- |
| Kazakhs     | 407 378   | 64,76 %  |
| Russes      | 91 317    | 14,52 %  |
| Ouzbeks     | 86 180    | 13,70 %  |
| Azéris      | 11 676    | 1,86 %   |
| Tatars      | 9 700     | 1,54 %   |
| Coréens     | 6 304     | 1,00 %   |
| Ukrainiens  | 3 377     | 0,54 %   |
| Turcs       | 2 568     | 0,41 %   |
| Ouïgours    | 1 390     | 0,20 %   |
| Kirghizes   | 1 134     | 0,18 %   |
| Tchétchènes | 1 122     | 0,18 %   |
| Allemands   | 1 029     | 0,16 %   |
| Kurdes      | 882       | 0,14 %   |
| Grecs       | 572       | 0,09 %   |
| Perses      | 503       | 0,08 %   |
| Tadjiks     | 488       | 0,08 %   |
| Turkmènes   | 100       | 0,02 %   |
| autres      | 3 349     | 0,53 %   |
| Total       | 629 069   | 100,00 % |

### Évolution démographique
L'évolution de la population est la suivante,:
| Année      | 1897   | 1931 (est.) | 1959    | 1970    | >1979   | 1989,   | 1999    | 2009    | 2012    | 2014      | 2020      |
| ---------- | ------ | ----------- | ------- | ------- | ------- | ------- | ------- | ------- | ------- | --------- | --------- |
| Population | 11 194 | 29 550      | 153 241 | 247 064 | 321 535 | 380 091 | 423 902 | 603 499 | 642 602 | 1 042 218 | 1 042 218 |

## Climat
Chymkent bénéficie d'un climat intermédiaire entre le climat continental et le climat méditerranéen (Dsa/Csa selon la classification de Köppen), avec des étés chauds et relativement secs, et des hivers froids. Ces derniers sont notablement plus cléments que ceux de villes telles qu'Almaty ou Astana, avec une température moyenne durant janvier, généralement le mois le plus froid de l'année, autour de −1 °C. Les précipitations y sont annuellement légèrement inférieures à 600 mm.
| Mois                                  | jan.       | fév.       | mars       | avril     | mai       | juin      | jui.      | août     | sep.      | oct.     | nov.      | déc.       | année      |
| ------------------------------------- | ---------- | ---------- | ---------- | --------- | --------- | --------- | --------- | -------- | --------- | -------- | --------- | ---------- | ---------- |
| Température minimale moyenne (°C)     | −5,2       | −4         | 2          | 8,2       | 12,8      | 17,1      | 19        | 17,8     | 12,5      | 6,4      | 1         | −4         | 7          |
| Température moyenne (°C)              | −0,8       | 0,8        | 7,4        | 14,3      | 19,8      | 25        | 27,3      | 26,1     | 20,2      | 12,7     | 5,9       | 0,3        | 13,3       |
| Température maximale moyenne (°C)     | 4,5        | 6,5        | 13,6       | 20,5      | 26,5      | 32,1      | 34,5      | 33,6     | 27,9      | 19,7     | 11,8      | 5,6        | 19,7       |
| Record de froid (°C) date du record   | −31,1 1969 | −28,9 1951 | −23,9 1954 | −7,8 1948 | −2,8 1989 | 5 1961    | 7,8 1959  | 6,2 2013 | −1,1 1949 | −12 1976 | −30 1954  | −28,8 1990 | −31,1 1969 |
| Record de chaleur (°C) date du record | 22,2 2002  | 25,2 2016  | 31,5 2000  | 33,7 2015 | 37,8 1952 | 42,6 1988 | 47,2 1958 | 43 1975  | 38,3 2000 | 35 1948  | 30,5 2009 | 25,4 1987  | 47,2 1958  |
| Précipitations (mm)                   | 77         | 97         | 81         | 74        | 56        | 24        | 10        | 4        | 9         | 39       | 70        | 77         | 618        |
| Nombre de jours avec précipitations   | 5          | 7          | 9          | 9         | 9         | 5         | 4         | 3        | 3         | 6        | 6         | 6          | 72         |
| Humidité relative (%)                 | 75         | 73         | 67         | 63        | 56        | 44        | 39        | 34       | 39        | 55       | 69        | 75         | 57         |
| Nombre de jours avec neige            | 8          | 7          | 4          | 0,3       | 0         | 0         | 0         | 0        | 0         | 0,4      | 3         | 6          | 29         |
| Nombre de jours d'orage               | 0          | 0,1        | 1          | 2         | 5         | 4         | 3         | 1        | 1         | 0        | 0,1       | 0,1        | 17         |
| Nombre de jours avec brouillard       | 6          | 3          | 2          | 1         | 0,2       | 0,04      | 0,1       | 0,04     | 0,1       | 1        | 2         | 6          | 21         |

| Diagramme climatique                                  |         |         |           |            |            |          |           |           |           |         |         |
| J                                                     | F       | M       | A         | M          | J          | J        | A         | S         | O         | N       | D       |
| 4,5−5,277                                             | 6,5−497 | 13,6281 | 20,58,274 | 26,512,856 | 32,117,124 | 34,51910 | 33,617,84 | 27,912,59 | 19,76,439 | 11,8170 | 5,6−477 |
| Moyennes : • Temp. maxi et mini °C • Précipitation mm |         |         |           |            |            |          |           |           |           |         |         |

## Toponymie
Le toponyme apparaît pour la première fois en 1365. Des sources russes du XVIe siècle au XVIIIe siècle font état de Chimin et de Chimin’gen.
Du temps du Turkestan russe, la ville, qui n'est qu'une simple petite bourgade de l'oblast du Syr-Daria, s'appelle Tchimkent. En 1915, la ville est renommée Tcherniaïev, en hommage au général russe Mikhaïl Tcherniaïev, nom qu’elle abandonne en 1921, pour prendre son nom actuel.

## Économie
Sous l’ère soviétique, Chymkent abritait la plus grande fonderie de plomb de l’URSS, à l’origine d’impacts environnementaux dévastateurs. Après deux faillites dans les années 1990, l’entreprise a repris son activité, à marche réduite.
Chimkent accueille également une importante raffinerie de pétrole du groupe chinois PetroKazakhstan.
La ville abrite une cimenterie du groupe Italcementi,.
L’activité agricole locale s’est spécialisée dans la culture du tournesol et du coton.

## Lieux et monuments
| Bâtiment                                | Image |
| --------------------------------------- | ----- |
| Aéroport international de Chimkent      |       |
| Citadelle de Shymkent                   |       |
| L'Arbat de Chimkent                     |       |
| Zoo de Chimkent                         |       |
| Ancien bâtiment de la mairie            |       |
| Théâtre philharmonique régional         |       |
| Théâtre de marionnettes                 |       |
| Administration du Kazakhstan-Méridional |       |
| Rues de la vieille ville                |       |

## Culture

### Musées
La commune présente trois musées au centre-ville. Le musée d’histoire et d’anthropologie se dresse sur la rue Kazybek Bi. Il recèle également une galerie d’art.
Le musée d’archéologie est sis sur la rue Baytursinuly. Enfin le musée karakul expose l’histoire et l’art de l’astrakan (place Lénine).

### Universités
- Université nationale du Kazakhstan-Méridional (kk)[18]
- Académie nationale de médecine du Kazakhstan-Méridional[19]
- Université nationale des Humanités du Kazakhstan-Méridional

## Culte
- Église orthodoxe russe : plusieurs lieux de culte
- Église catholique : paroisse Sainte-Thérèse-de-l'Enfant-Jésus, 43 rue Mamoutov[20]. Messe le dimanche à 11 heures[21].
- Culte sunnite

## Transport

### Transport aérien
La ville est desservie par un aéroport international, situé à 12,6 km du centre-ville.

### Transport ferroviaire
La gare de Chimkent (ru) est sur le parcours du Turksib.

### Transport routier
Chimkent est sur les autoroutes M32 et A2 (de). Le système de vélocation Shymkent-bike propose des vélos en libre service pour parcourir la ville.

## Personnalités liées à la ville
- Nellie Kim (1957-), gymnaste soviétique.
- Sergueï Dvortsevoï (1962-), réalisateur russe kazakhstanais.
- Grigoriy Yegorov (1967-), athlète soviétique puis russe kazakhstanais, pratiquant le saut à la perche.
- Moukhtarkhan Dildabekov (1976-), boxeur kazakh.
- Bekzat Sattarkhanov (1980-2000), boxeur kazakh.

## Jumelages
- Adana (Turquie)
- Baiyin (Chine)
- Khodjent (Tadjikistan)
- Grosseto (Italie)
- Izmir (Turquie) depuis 2004
- Moguilev (Biélorussie)
- Pattaya (Thaïlande)
- Stevenage (Angleterre) depuis 2005

## Galerie

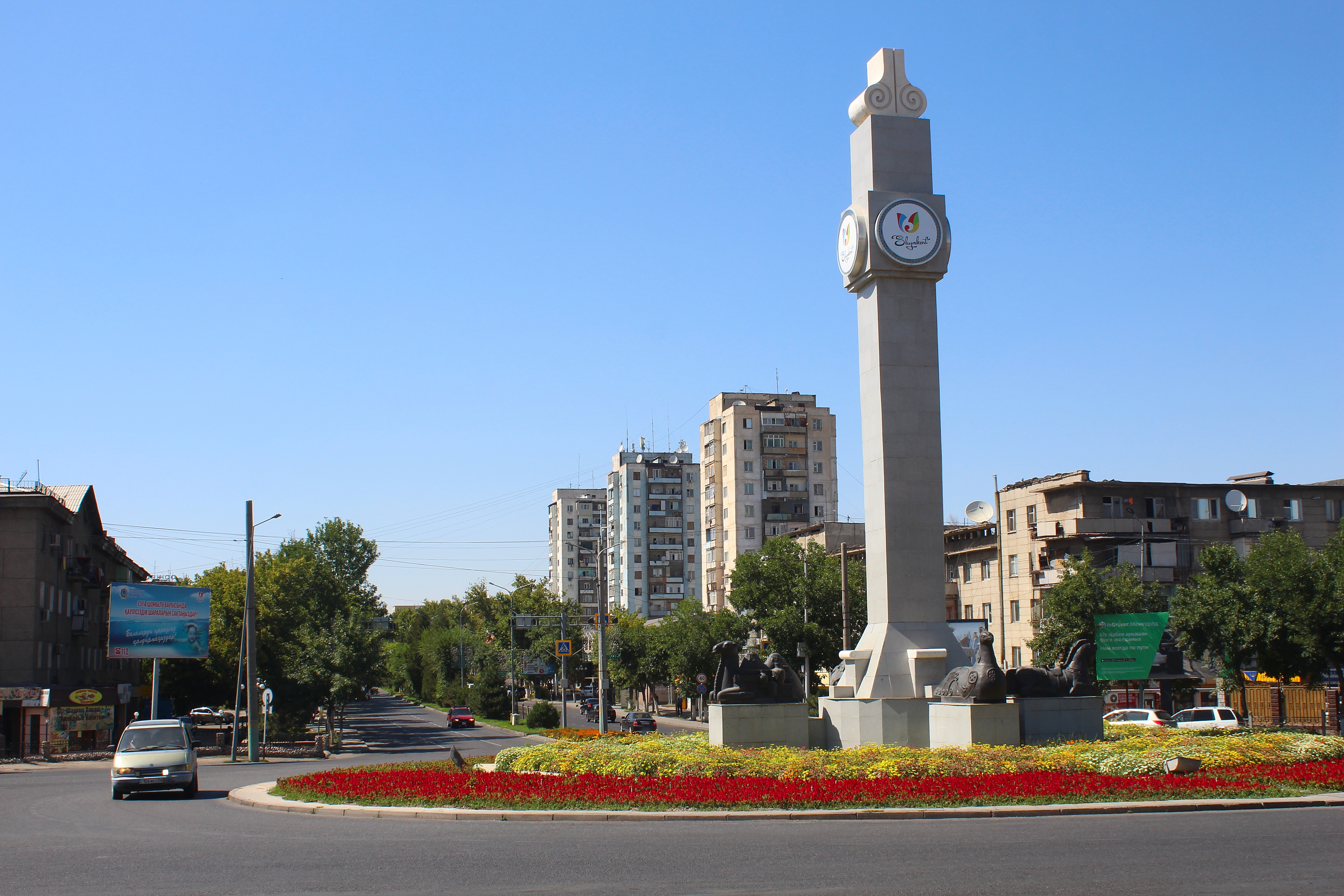
La gare ferroviaire.
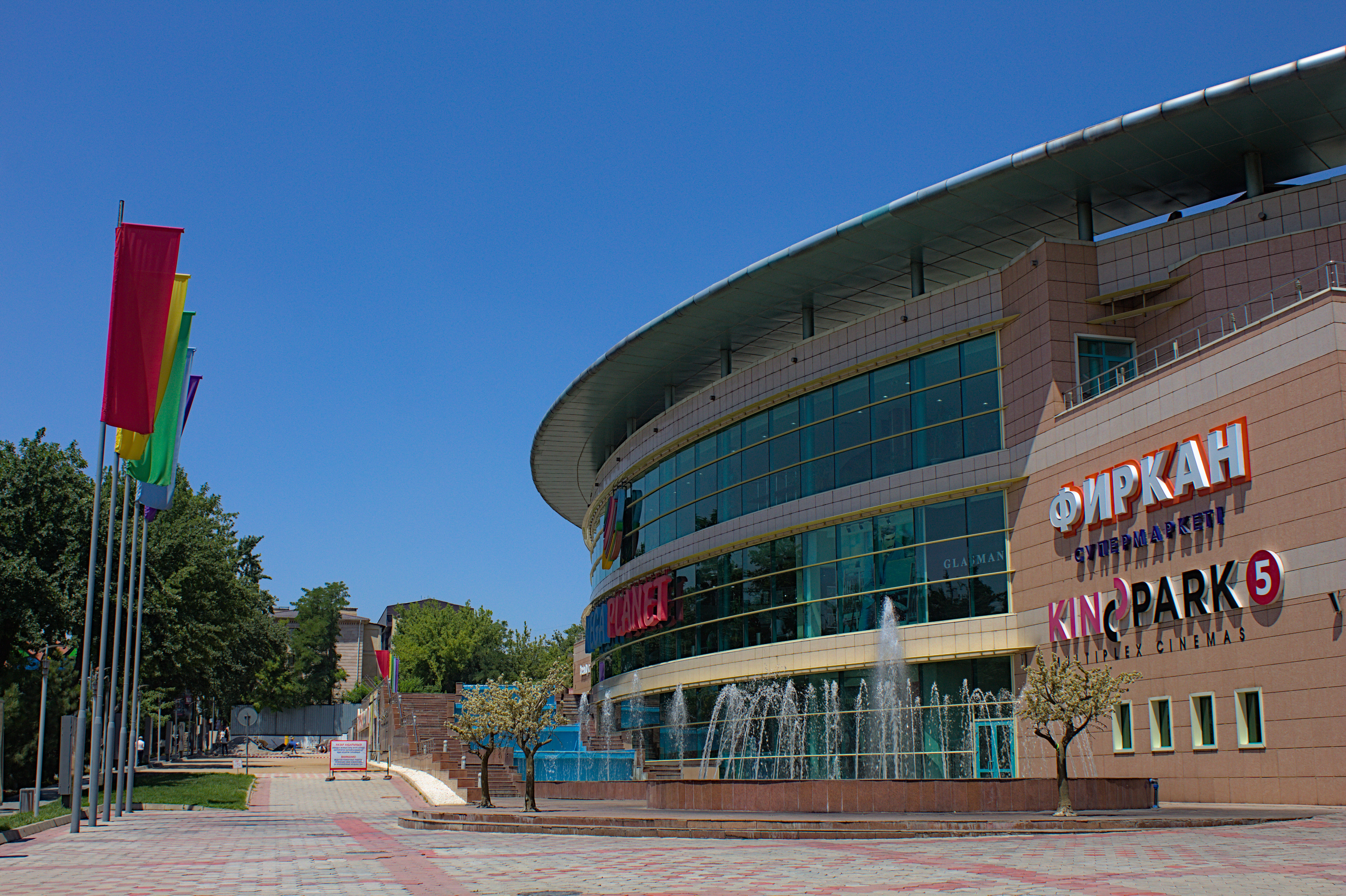
Centre commercial « Mega Planet ».
Monument Altyn Shanyraq.
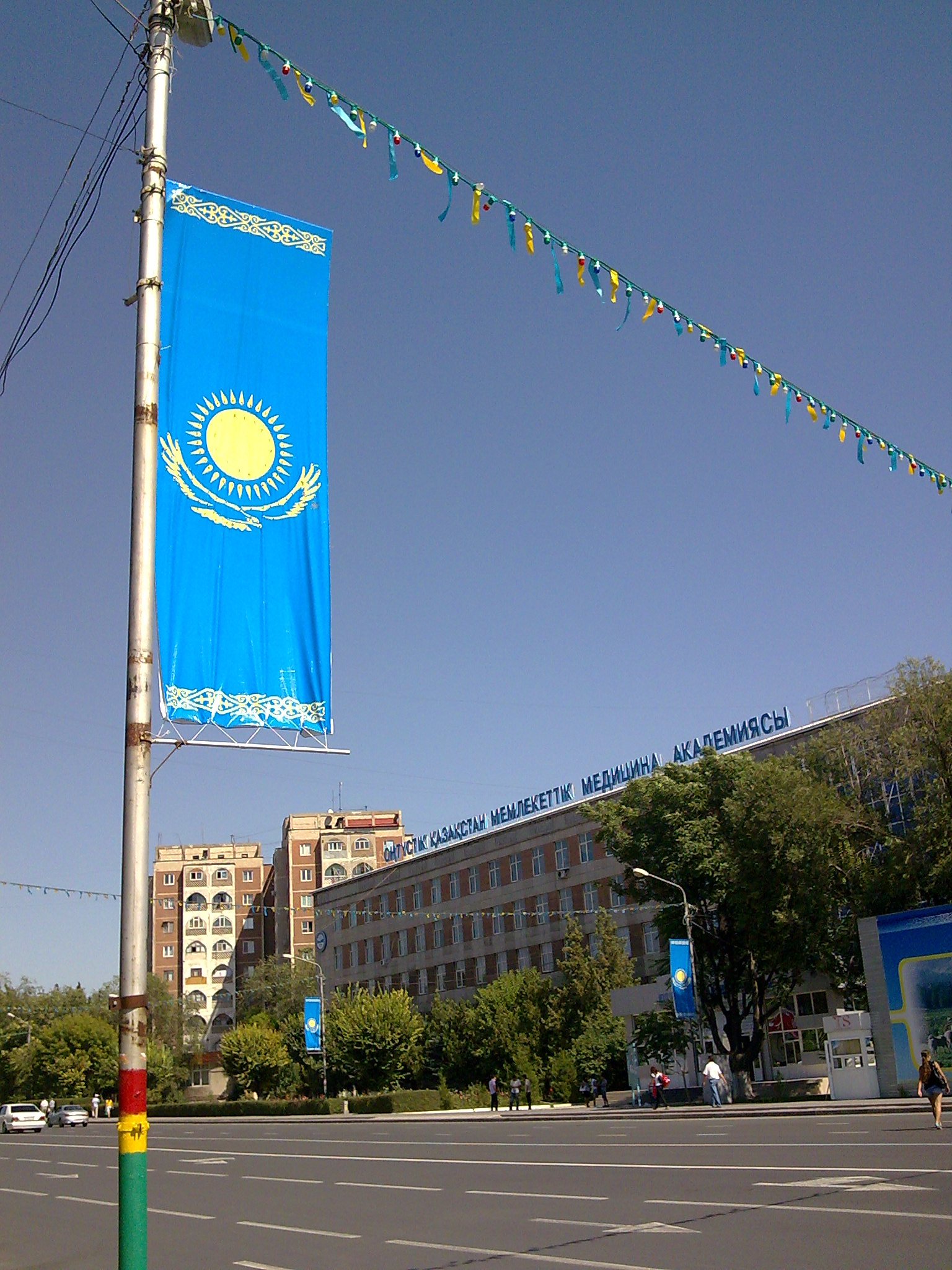
L'académie de médecine.
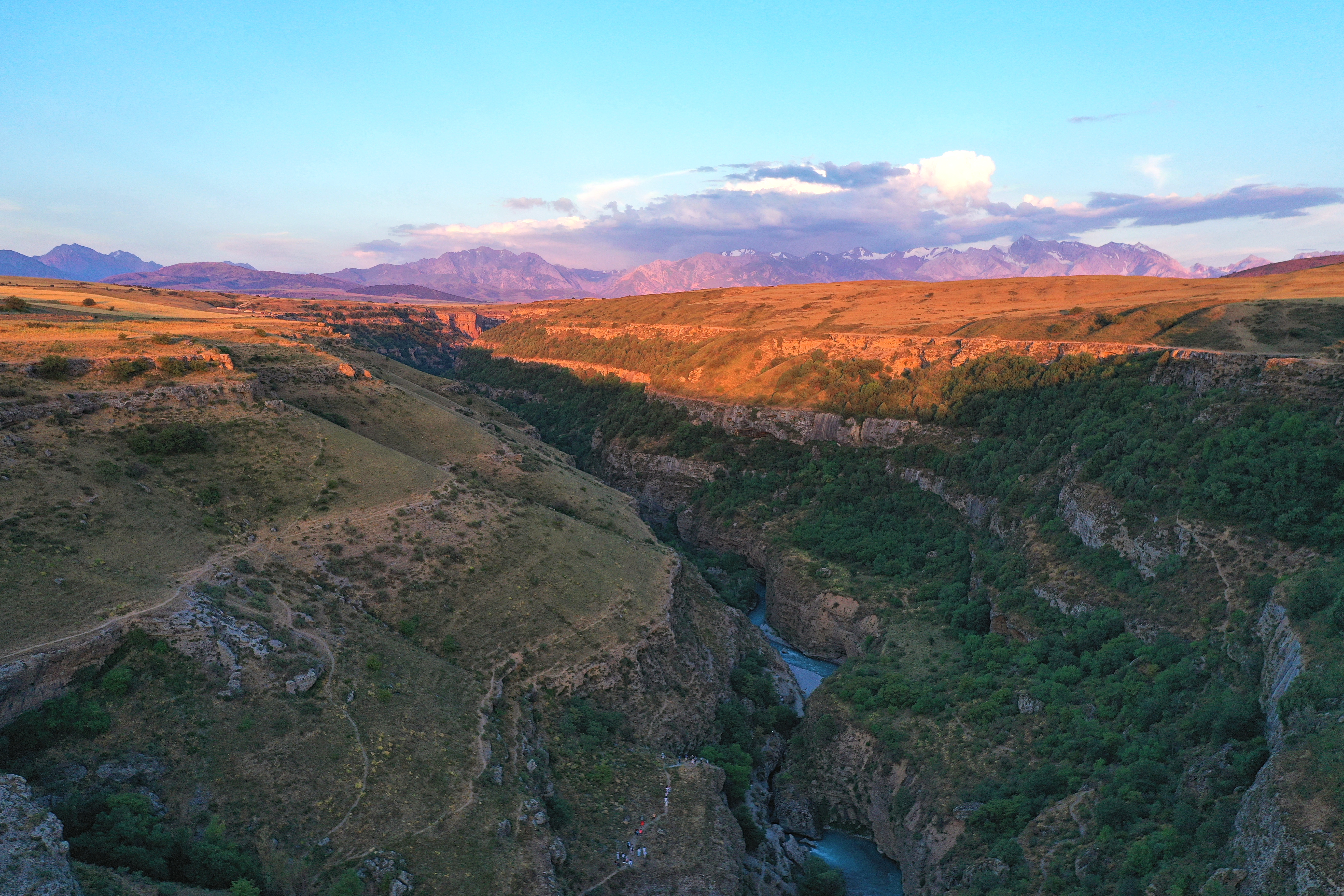
Canyon d'Aksu (en) à la périphérie de Chymkent.
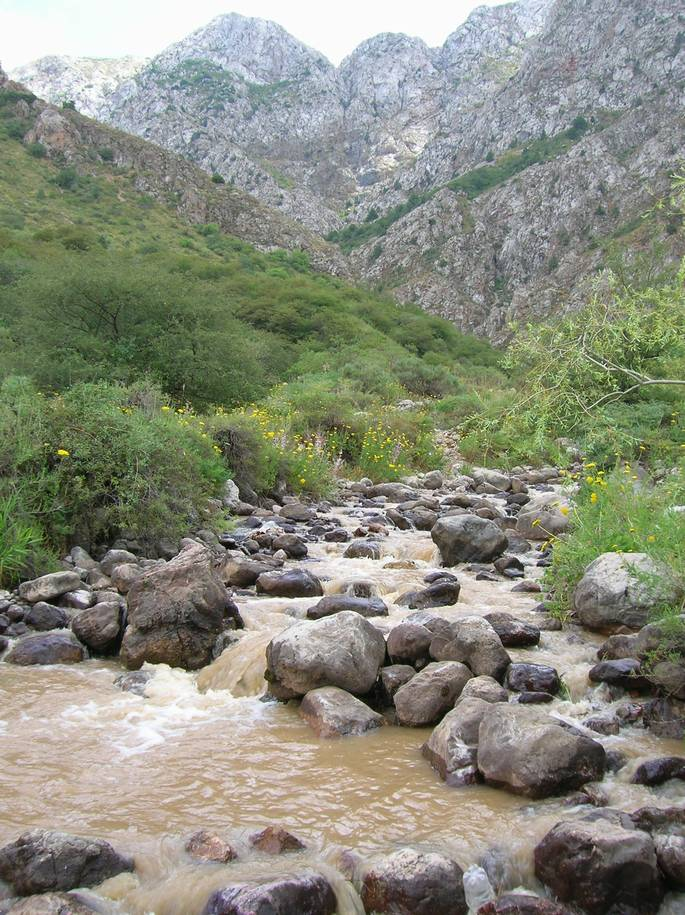
Montagnes en périphérie de Chyimkent.
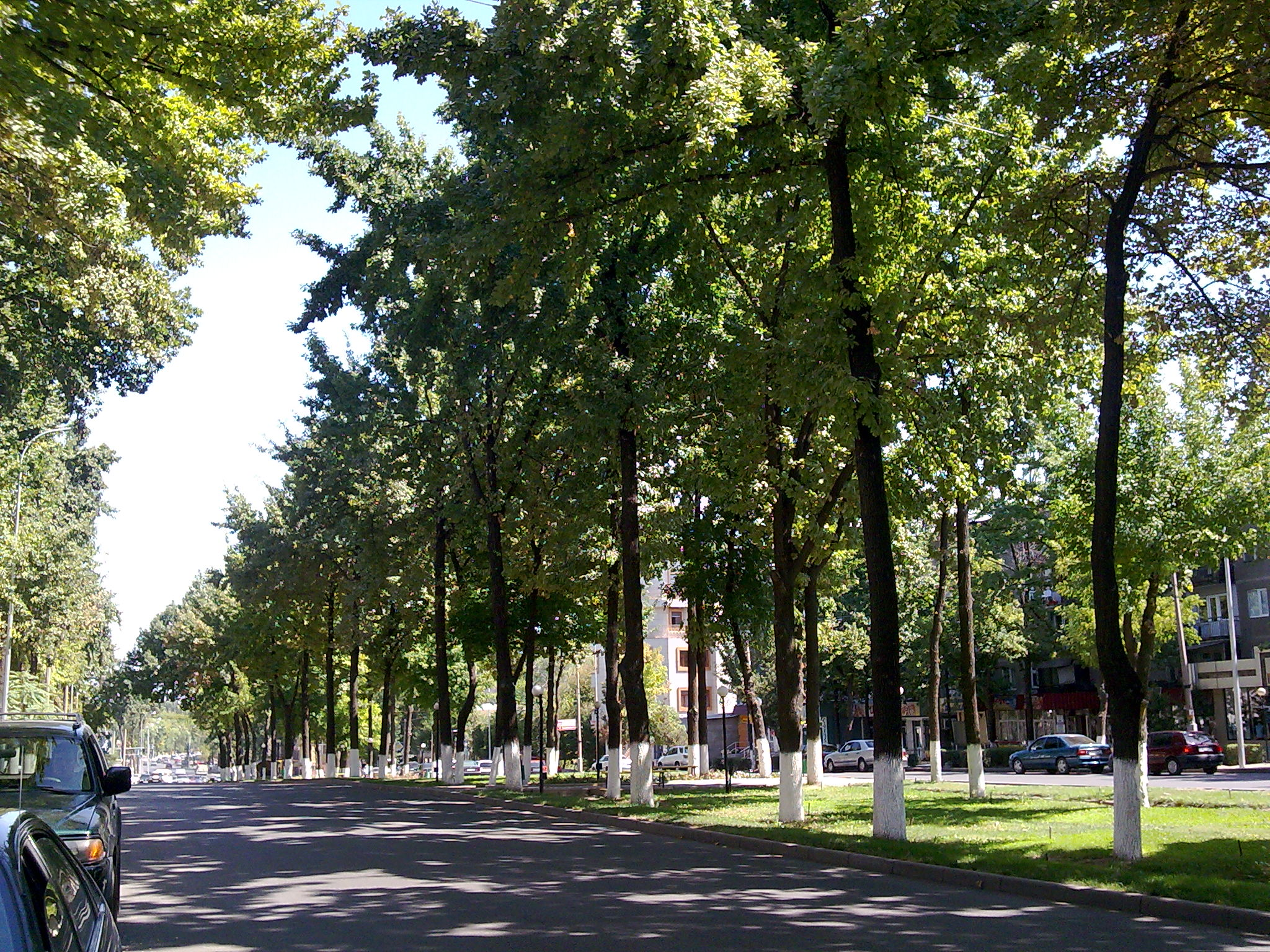
Rue du Turkestan.
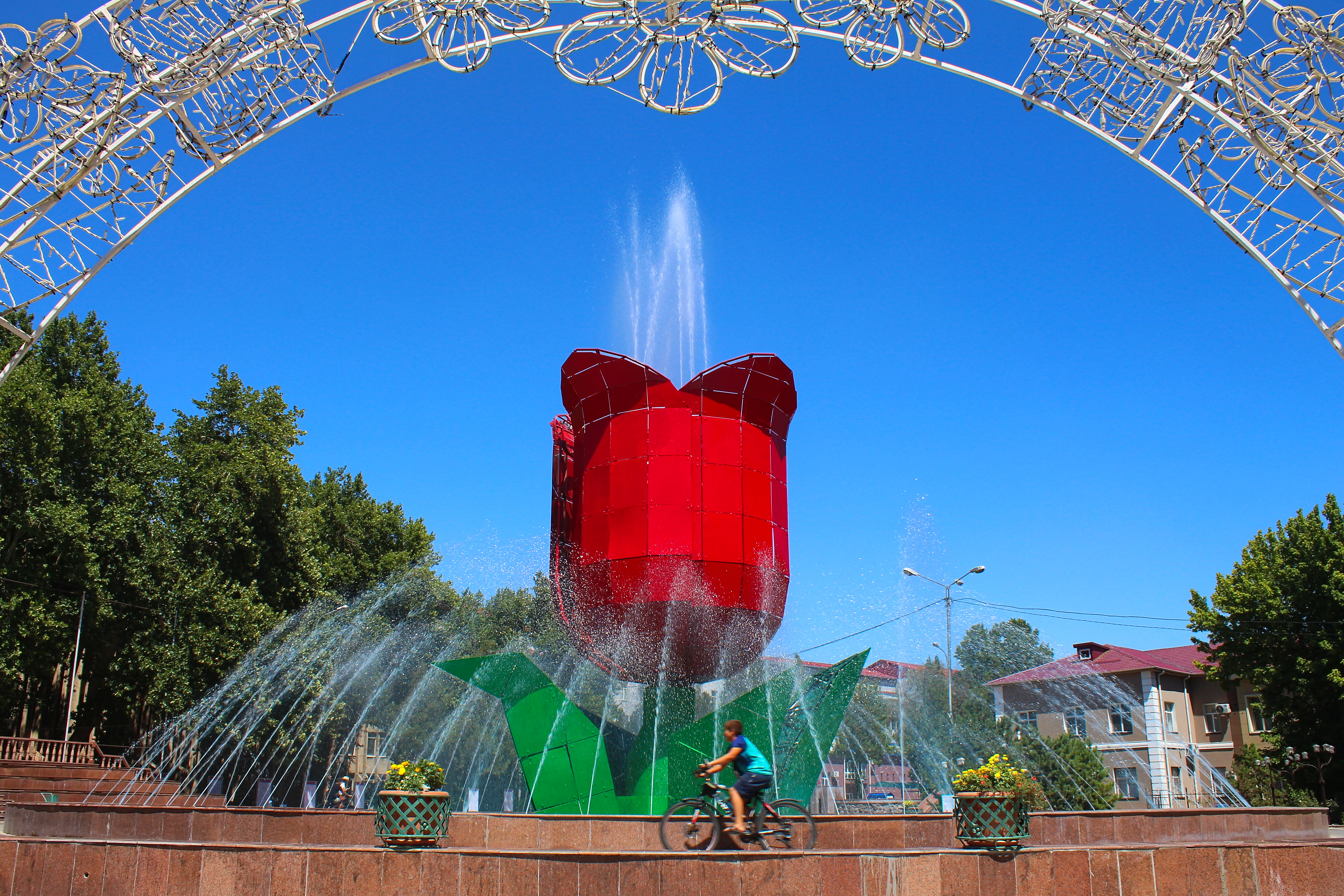
La célèbre fontaine aux tulipes.
Un bâtiment de l'hôpital régional.
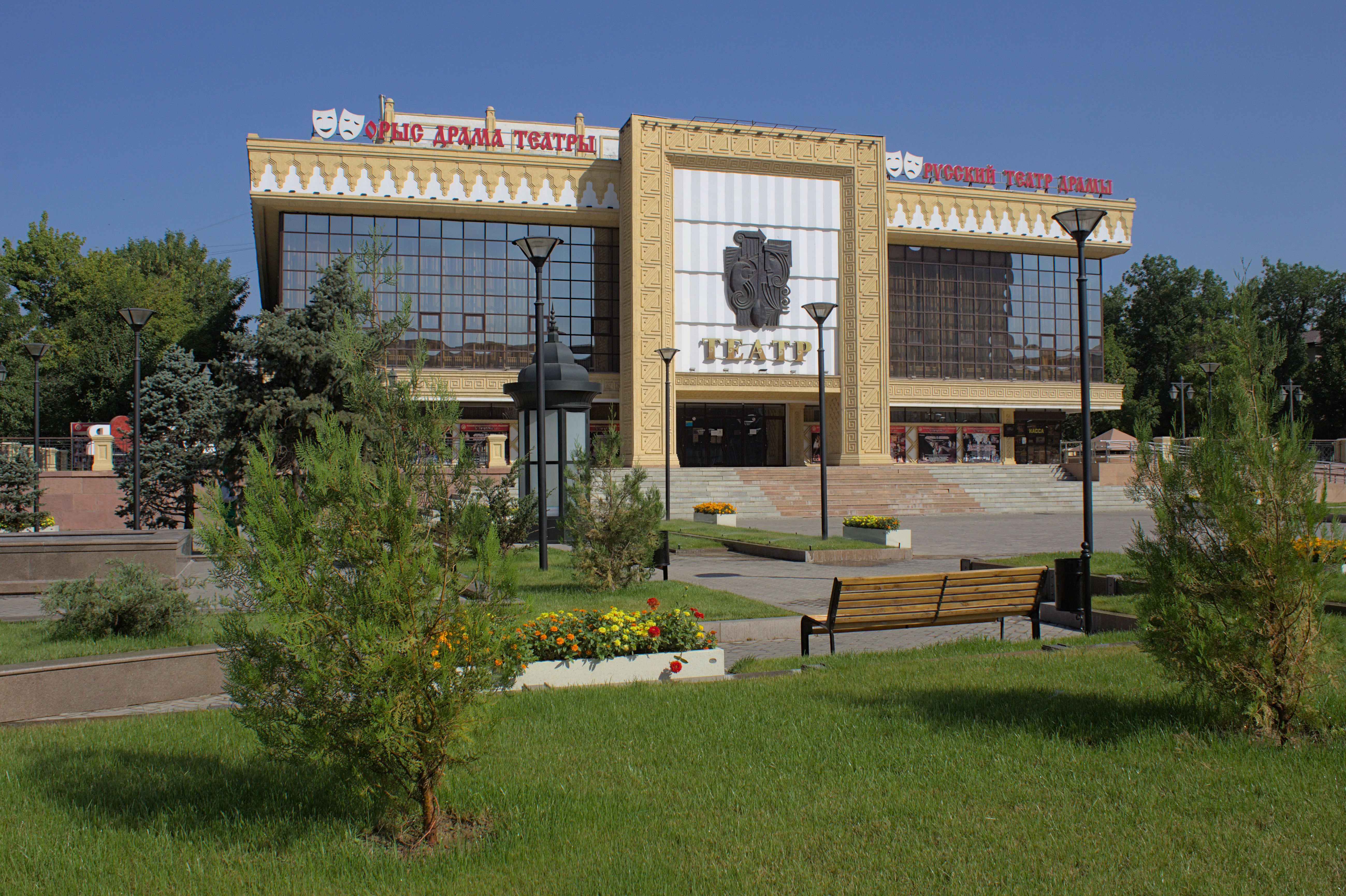
Le théâtre dramatique russe.
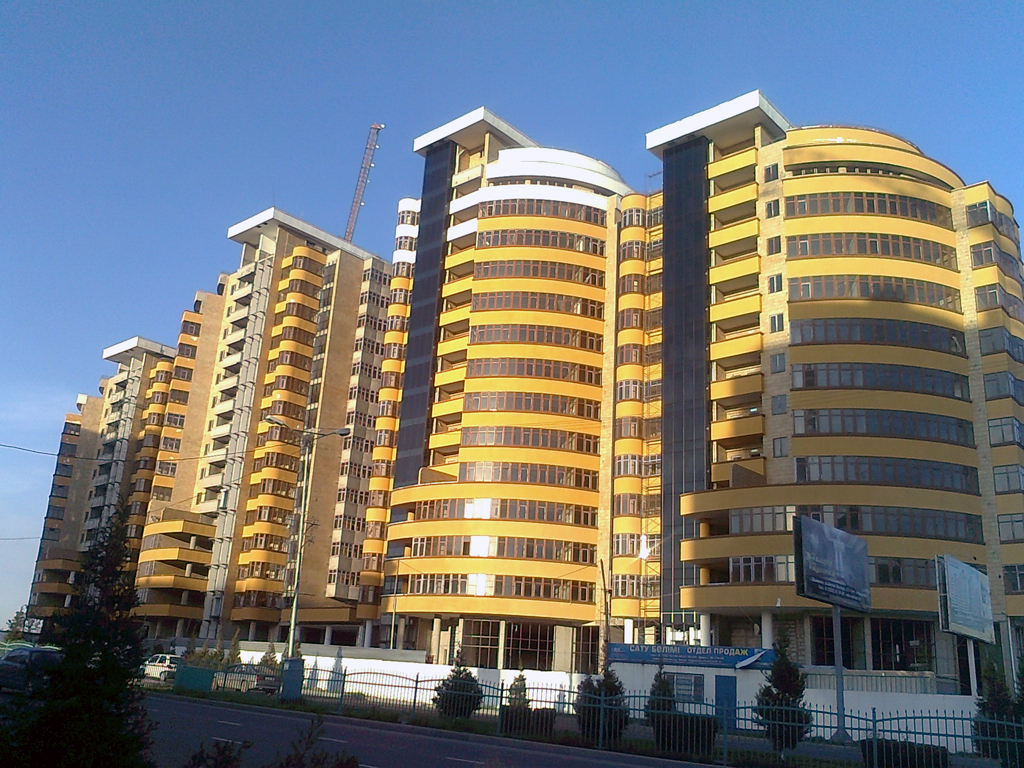
Un ensemble résidentiel.